# 벨리르
벨리르(Velir)는 남인도의 초기 역사 시대 타밀라캄에 존재했던 작은 왕조의 왕들과 귀족 군장들의 왕가였다. 그들은 체라, 촐라, 판디아 통치자들과 통치권과 즉위권을 통해 긴밀한 관계를 유지했다. 중세 비문과 상감 문학은 그들이 야두 왕조에 속한다고 주장한다. 벨리르는 토지의 주인을 의미할 수 있다.

## 기원

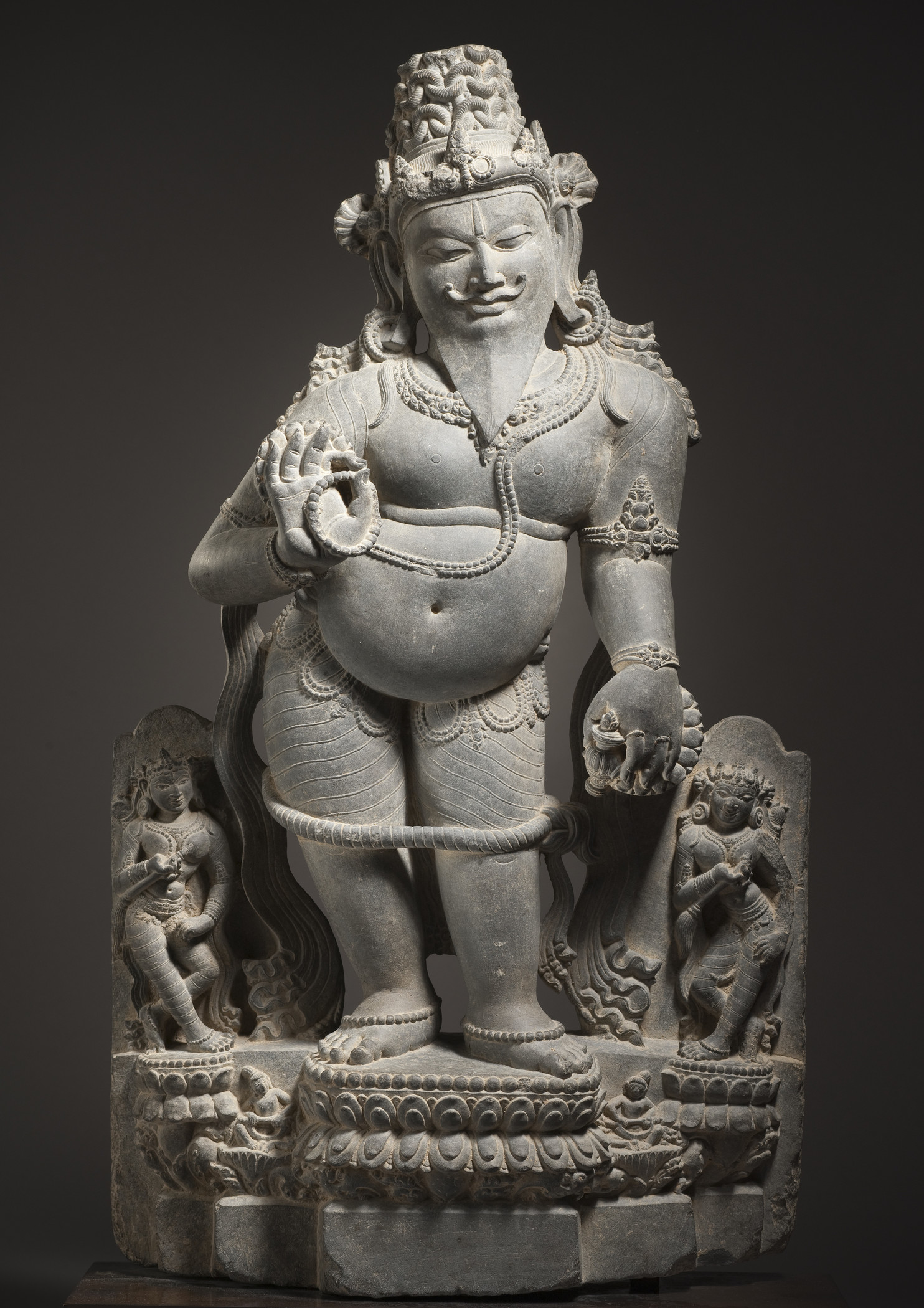
12세기 아가스티야상

상감 문학의 여덟 시집 중 하나인 《푸라나누루》는 벨리르 씨족의 49대 후손인 이룬코벨 왕을 칭송하는데, 그의 조상들은 북쪽 현자(아가스티야)의 항아리(தடவு)에서 나타났고, 청동으로 된 높고 거대한 벽이 있는 요새를 갖춘 투바라이(드바라카)를 통치했다고 한다. 타밀 문학의 가장 오래된 장편 작품인 톨카피암에 대한 주석에 따르면, 18개의 벨리르 씨족이 현자 아가스티야의 지휘 아래 투바라파티 시에서 왔다. 전설에 따르면, 모든 신들과 현자들이 시바와 파르바티의 결혼식에 참석하기 위해 히말라야에 모였고, 이로 인해 지구가 한쪽으로 기울어지기 시작했다. 아가스티야는 균형을 회복하기 위해 남쪽으로 가달라는 요청을 받았다. 남쪽으로 가는 길에 아가스티야는 로파무드라와 결혼했고, 현자 자마다그니의 아들 트르나두마그니 또는 타밀어 문법의 저자 톨카피야르와 18명의 브리슈니 가문 구성원, 그리고 1,800만 명의 벨리르와 아루발라르를 데리고 왔다고 한다. 타파르와 참파칼락슈미와 같은 일부 학자들은 벨리르의 조상들이 드바라카의 야다바와 하라파 후기 청동기시대 흑적토기 유적지 주민들과 관련이 있을 수 있다고 주장했다. 타파르에 따르면, 야다바는 인도아리아어군이 아닌 언어 집단에 속했을 수 있다. 그들은 결국 탐라파르니에 도착하여 벨리르-페루마칸 집단으로 남인도와 스리랑카에서 정치적, 사회문화적, 경제적 구조로서 고대 사회를 발전시켰다.
역사가 R. 나가스와미는 이들 벨리르 중 상당수가 타밀 지역의 토착민이었지만, 일부 벨리르는 드바라카에서 이주해 온 것으로 보인다고 썼다.
이룬코벨 왕들은 크리슈나 씨족에 그들의 혈통을 잇는다. 이룬코벨 계통의 왕들 중 한 명인 텐나반 이룬코벨에 속하는 코둠발루르의 비문 중 하나이다. 이루쿠벨 추장 부티 비크라마케사리의 무바르 코일 기록은 그의 아버지인 사마라비라마를 야두-밤사-케투(야두족의 기치)로 칭송한다. 역사가들은 아이 벨리르가 아야르족의 목축민에서 유래했으며, 타밀 역사 초기부터 탁월한 지위를 얻었다고 간주한다.

## 역사
벨리르는 타밀 정치, 경제, 사회의 상감 시대에 중요했다. 그들은 드바라카의 야다바(야두 후손)에서 유래했으며, 찰루키아, 호이살라, 안드라를 포함한 남인도의 모든 중요한 왕조와 연결되어 있었다. 상감 문학에서 그들은 세 주요 통치 왕조의 국경 지역을 통치하는 독립적인 군장으로 묘사되었고, 상당한 집단적 권력과 세 개의 왕관을 쓴 왕들과의 혼인 동맹을 맺었다. "
- 하이하야
- 카담바
- 눌람바
- 바이둠바
- 단다카
- 사타바하나
- 칼라추리
- 팔라바
- 안드라[26]
- 쿤탈라
- 다야나
- 야다바[27]
- 호이살라[28]
- 라슈트라쿠타
- 찰루키아[29]
- 바나
- 모리야
- 톤다야르

대부분의 통치자는 금석문과 문헌으로 입증되지만, 일부 왕조를 통치한 역사는 기록되어 있지 않다.
또한, 반도의 서쪽 절반에 있는 일부 중세 왕조는 야다바 혈통에서 유래했다고 주장하며, 기원후 9세기 아이 왕들은 브리슈니족 출신이라고 주장하며, 무시카 왕들은 자신들을 하이하야 기원과 연결시킨다. 《페리야 푸라남》은 하이하야 씨족의 왕 아이야르콘 칼리카마 나야나르에 대해 묘사하는데, 그는 벨랄라 성인이자 촐라군의 총사령관이었다. 아야르 벨리르 군장들은 상감 시대에 타밀나두에서 매우 중요했으며, 아야르 카운티(칸야쿠마리 근처)에 정착했다.
마나비아 고트라에 속하는 찰루키아와 카담바는 원래 조상 하리티의 후손으로 여겨진다. 카르만달라 사타캄은 카르만달람의 벨리르가 동일한 "마나비아" 고트라에 속한다고 말한다. 찰루키아 왕들은 일부 공동체에 의해 벨풀라라사르와 벨쿨라타라사르라고 불렸는데, 이는 벨 지역(풀라는 지역 또는 국가를 의미)의 왕을 뜻한다. 촐라 비문의 후대 언급에서 찰루키아는 데칸을 통치하는 벨리르 공동체에 속하는 것으로 나타난다.

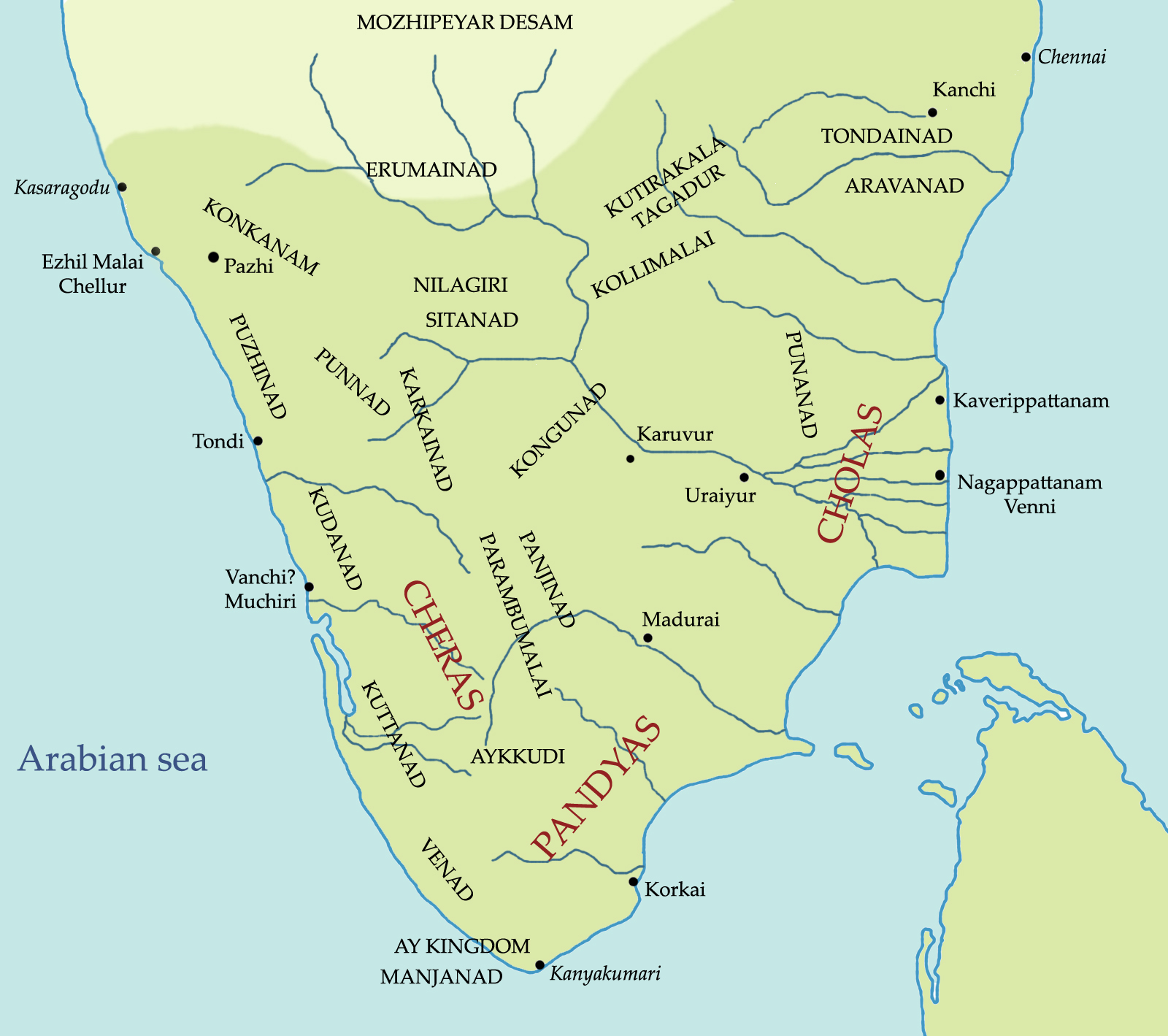
상감 시대의 타밀라캄

아이 벨족은 상감 시대에 베나드와 그 주변 지역을 통치했던 벨리르 집단 중 하나였다. 베나드라는 단어는 벨나두(Vel-nadu), 즉 벨 군장들이 통치하는 나라에서 유래했다. 9세기 아이 왕 비크라마디티야 바라구나의 왕비로, 비문에서 무루간 첸티와 아이쿨라 마하데비로 언급된 인물이 있었다. 그녀의 아버지인 차탄 무루간이라는 아이 추장은 비크라마디티야 바라구나의 전임자인 카루난다칸 왕의 후주르 비문에서 태생적으로 벨랄라인 벤니르 벨랄라로 묘사된다.
이룬코벨 계통의 벨리르 왕들은 호이살라와 같은 혈통으로 여겨지는데, 상감 시가 중 하나에 이룬코벨 추장의 조상이 요새화된 도시 투바라이를 통치했다고 전해진다. 이 도시는 일부 역사가들에 의해 호이살라의 수도인 드와라사무드라와 동일시된다. 또한, 추장이 호랑이를 죽였다는 전설(풀리카디말)은 "살라"가 현자를 구하기 위해 호랑이를 죽이는 호이살라의 기원 전설과 놀라울 정도로 유사하다. 역사가 아로키아스와미에 따르면, 호이살라의 칭호 "발랄라"는 타밀어 "벨랄라"의 변형일 뿐이다. 호이살라 왕 비라 발랄라 3세는 14세기 그들의 수도였던 티루반나말라이에서 지금도 지역적으로 "벨랄라 마하라자"로 알려져 있다.
이룬코벨 군장들은 혼인을 통해 촐라 왕조와 관련이 있었다. 이들은 촐라와 이룬코벨이라는 두 가지 칭호를 사용했는데, 예를 들어 쿨로퉁가 1세 시대에는 아다발란 강가이콘다 촐란이라는 이룬골란이 있었고, 쿨로퉁가 3세 통치 기간에는 센다만갈람 우다이야 아라이얀 에디릴리 촐란이라는 이룬골란이 있었다.
칼루불은 카무르의 벨리르 군장으로 체라의 우월성에 대항하여 싸웠다. 페룸 체라 이루포라이는 14명의 군장들과 함께 카무르를 공격했지만, 페룸 체라 이루포라이는 전장에서 칼루불의 저항에 감탄하여 그에게 카무르를 통치하게 하고 우정을 받아들였다. 칼루불 휘하의 일부 벨리르족은 패배 후 체라에 합류했다.

### 상감 문학
상감 문학의 여덟 시집 중 하나인 《푸라나누루》는 벨리르 씨족의 49대 후손인 이룬코벨 왕을 칭송하는데, 그의 조상들은 북쪽 현자(아가스티아)의 항아리(தடவு)에서 나타났고, 청동으로 된 높고 거대한 벽이 있는 요새를 갖춘 투바라이(드바라카)를 통치했다고 한다.

### 벨리르 군장들

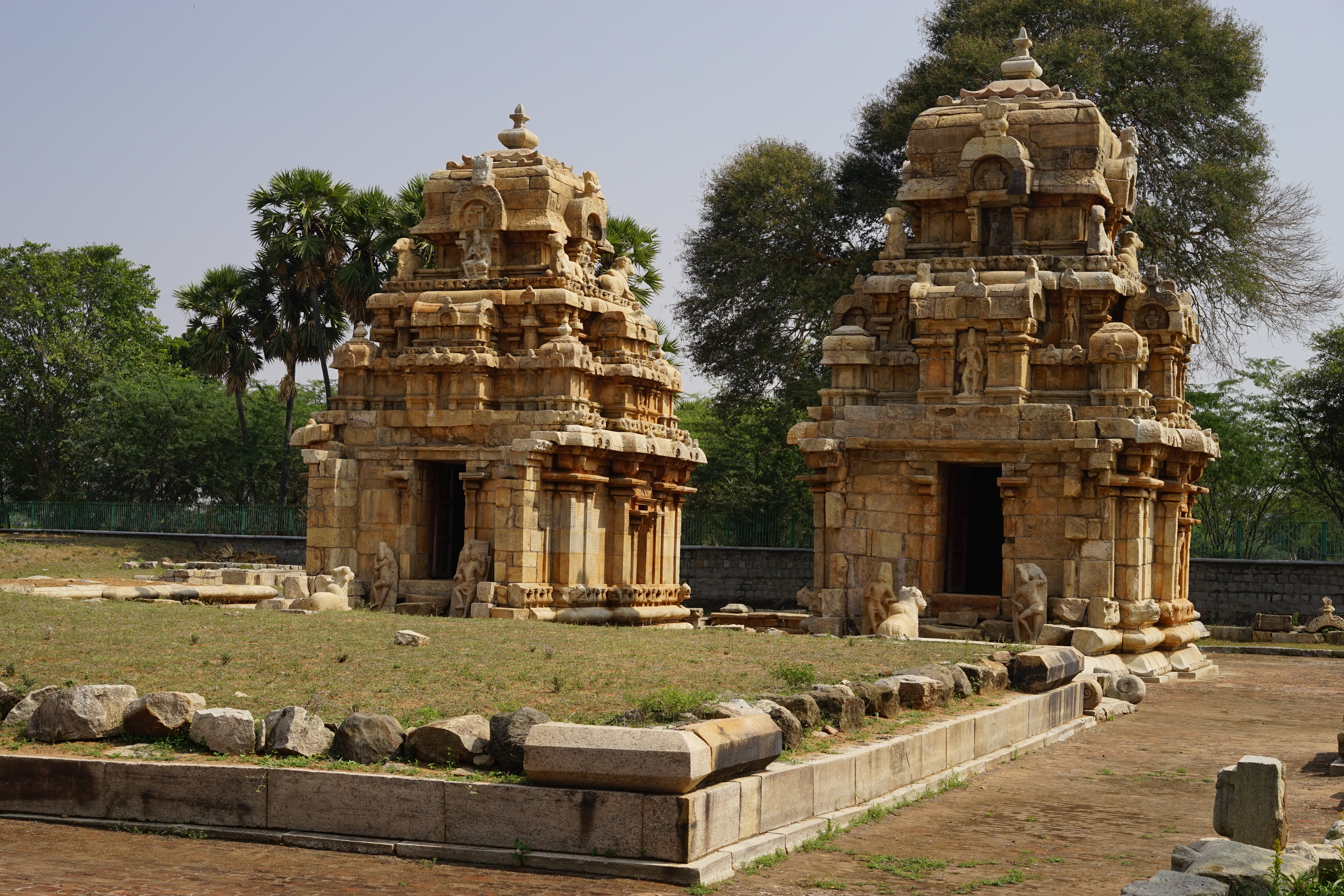
이룬코벨 군장 부티 비크라마케사리가 세운 무바르 코일 사원 단지

아티야만 네두만 안치와 그의 아들 에지니는 타가두르(현재 다르마푸리 지역에 위치한 마을)를 기반으로 한 아티야만 군장들이었다. 그들은 아우바이아르와 동시대 인물이었다. 현재는 사라진 상감 시가 "타가두르 야트라이"는 체라 왕과의 전투에 대해 쓰여졌다. 또 다른 벨리르는 이룬코벨로, 그들은 푸두코타이와 그 주변 지역인 코나두를 통치했으며, 수도는 코둠발루르에 있었다. 난난은 툴루나두 출신의 또 다른 벨리르 군장이었다. 또 다른 벨리르 군장은 벨 아비 가문의 페칸으로, 마두라이 근처 현대 팔라니인 포티니를 통치했다. 그 외에도 유명한 고대 벨리르 군장으로는 알룸빌 벨, 알란두르 벨, 일란지 벨 및 난구르 벨이 있다.

## 같이 보기
- 타밀나두의 역사
- 아이 왕조
- 아가스티아